# Andrés Matonte
Andrés Matias Matonte Cabrera (30 maart 1988) is een Uruguayaans voetbalscheidsrechter. Hij is in dienst van FIFA en CONMEBOL sinds 2020. Ook leidt hij sinds 2017 wedstrijden in de Primera División.
Op 16 september 2017 leidde Matonte zijn eerste wedstrijd in de Uruguayaanse nationale competitie. Tijdens het duel tussen Fénix en River Plate (0–0) trok de leidsman driemaal de gele kaart. In continentaal verband debuteerde hij op 11 februari 2020 tijdens een wedstrijd tussen Deportivo Táchira en Independiente Medellín in de tweede ronde van de Copa Libertadores; het eindigde in 2–0 en de Uruguayaanse scheidsrechter gaf vijf gele kaarten. Zijn eerste interland floot hij op 2 september 2021, toen Ecuador met 2–0 won van Paraguay in een kwalificatiewedstrijd voor het WK 2022. Tijdens dit duel gaf Matonte vijf gele kaarten.
In mei 2022 werd hij gekozen als een van de scheidsrechters die actief zouden zijn op het WK 2022 in Qatar. Hier floot hij één wedstrijd.

## Interlands
| Datum             | Plaats                            | Wedstrijd                                 | Uitslag            | Competitie           | Kreeg geel | Kreeg voor de tweede keer geel en dus rood | Weggestuurd |
| ----------------- | --------------------------------- | ----------------------------------------- | ------------------ | -------------------- | ---------- | ------------------------------------------ | ----------- |
| 2 september 2021  | Quito, Ecuador                    | Ecuador – Paraguay                        | 2 – 0              | WK 2022 kwalificatie | 5          | 0                                          | 0           |
| 14 oktober 2021   | La Paz, Bolivia                   | Bolivia – Paraguay                        | 4 – 0              | WK 2022 kwalificatie | 4          | 0                                          | 0           |
| 3 december 2021   | Doha, Qatar                       | Mauritanië – Verenigde Arabische Emiraten | 0 – 1              | FIFA Arab Cup 2021   | 3          | 0                                          | 0           |
| 7 december 2021   | Doha, Qatar                       | Marokko – Saoedi-Arabië                   | 1 – 0              | FIFA Arab Cup 2021   | 5          | 1                                          | 0           |
| 10 december 2021  | Al Khawr, Qatar                   | Qatar – Verenigde Arabische Emiraten      | 5 – 0              | FIFA Arab Cup 2021   | 4          | 0                                          | 0           |
| 27 november 2022  | Ar Rayyan, Qatar                  | Kroatië – Canada                          | 4 – 1              | WK 2022              | 4          | 0                                          | 0           |
| 8 september 2023  | Ciudad del Este, Paraguay         | Paraguay – Peru                           | 0 – 0              | WK 2026 kwalificatie | 2          | 1                                          | 0           |
| 17 november 2023  | Barranquilla, Colombia            | Colombia – Brazilië                       | 2 – 1              | WK 2026 kwalificatie | 3          | 0                                          | 0           |
| 26 juni 2024      | East Rutherford, Verenigde Staten | Chili – Argentinië                        | 0 – 1              | Copa América 2024    | 2          | 0                                          | 0           |
| 5 juli 2024       | Houston, Verenigde Staten         | Argentinië – Ecuador                      | 1 – 1 (4 – 2 n.s.) | Copa América 2024    | 5          | 0                                          | 0           |
| 11 september 2024 | Asunción, Paraguay                | Paraguay – Brazilië                       | 1 – 0              | WK 2026 kwalificatie | 6          | 0                                          | 0           |
| 19 november 2024  | El Alto, Bolivia                  | Bolivia – Paraguay                        | 2 – 2              | WK 2026 kwalificatie | 0          | 0                                          | 2           |

Laatst bijgewerkt op 27 november 2024.